# Izabela da Silva
Izabela Rodrigues da Silva (* 2. August 1995 in Adamantina) ist eine brasilianische Leichtathletin, die sich auf den Diskuswurf spezialisiert hat. Sie siegte bei den Panamerikanischen Spielen und bei den Südamerikaspielen und wurde 2021 und 2023 Südamerikameisterin und zählt damit zu den erfolgreichsten Diskuswerferinnen ihres Landes.

## Sportliche Laufbahn
Erste internationale Erfahrungen sammelte Izabela da Silva im Jahr 2011, als sie bei den Jugendweltmeisterschaften nahe Lille mit einer Weite von 13,36 m den elften Platz im Kugelstoßen belegte und im Diskusbewerb mit 43,98 m in der Qualifikation ausschied. Im Jahr darauf siegte sie dann mit 16,82 m mit der 3-kg-Kugel bei den Jugendsüdamerikameisterschaften in Mendoza und auch mit dem Diskus siegte sie mit einem Wurf auf 47,19 m. 2013 siegte sie mit 54,15 m bei den Panamerikanischen-Juniorenmeisterschaften in Medellín und gewann mit 14,90 m die Silbermedaille im Kugelstoßen. Anschließend siegte sie mit 55,88 m bei den Juniorensüdamerikameisterschaften in Resistencia sowie mit 15,05 m im Kugelstoßen. Im Jahr darauf schied sie bei den Juniorenweltmeisterschaften in Eugene mit 14,54 m in der Kugelstoßqualifikation aus und siegte im Diskusbewerb mit einer Weite von 58,03 m. Anschließend gewann sie bei den U23-Südamerikameisterschaften in Montevideo mit 15,95 m die Silbermedaille im Kugelstoßen hinter der Chilenin Ivana Gallardo und mit dem Diskus siegte sie mit 58,70 m und stellte damit einen neuen Meisterschaftsrekord auf. 2016 siegte sie mit 16,25 m bei den U23-Südamerikameisterschaften in Lima und verteidigte mit 53,04 m ihren Titel im Diskuswurf. 
Nach mehreren weniger erfolgreichen Jahren siegte da Silva 2021 bei den Südamerikameisterschaften in Guayaquil mit einer Weite von 62,18 m. Anschließend gelangte sie bei den Olympischen Sommerspielen in Tokio mit 60,39 m im Finale auf Rang elf. Im Jahr darauf siegte sie mit 61,09 m beim Grande Prêmio Brasil Caixa und im Juni siegte sie mit 60,56 m beim Kladno hází a Kladenské Memoriály, ehe sie bei den Weltmeisterschaften in Eugene mit 59,78 m in der Qualifikationsrunde aus. Im Oktober siegte sie bei den Südamerikaspielen in Asunción mit neuem Spielerekord von 60,86 m. 2023 verteidigte sie bei den Südamerikameisterschaften in São Paulo mit 61,26 m ihren Titel und schied anschließend bei den Weltmeisterschaften in Budapest mit 58,45 m in der Vorrunde aus. Ende Oktober siegte sie mit 59,63 m bei den Panamerikanischen Spielen in Santiago de Chile. Im Jahr darauf verbesserte sie ihre Bestleistung auf 64,66 m und erfüllte damit die Qualifikationsnorm für die Olympischen Sommerspiele in Paris. Zudem siegte sie im Mai mit 63,60 m bei den Ibero-Amerikanischen Meisterschaften in Cuiabá. In Paris verpasste sie mit 61,68 m den Finaleinzug.
2025 siegte sie mit 62,87 m zum dritten Mal in Folge bei den Südamerikameisterschaften in Mar del Plata.
In den Jahren 2021 und 2024 wurde da Silva brasilianische Meisterin im Diskuswurf.

## Persönliche Bestleistungen
- Kugelstoßen: 16,38 m, 29. Juni 2014 in Maringá
- Diskuswurf: 65,25 m, 28. Juni 2024 in São Paulo